# Bardou (Hérault)

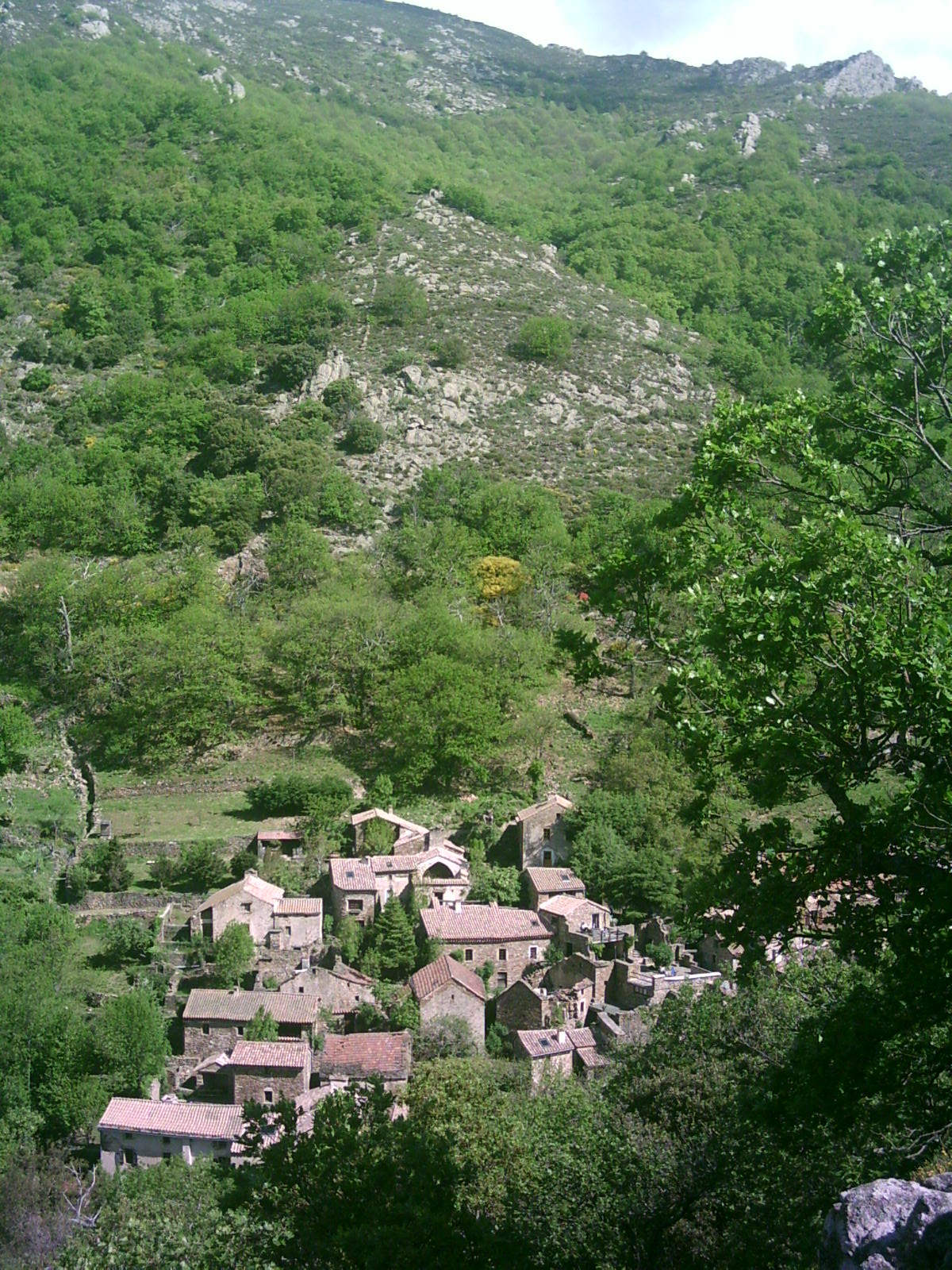
Bardou, 2005

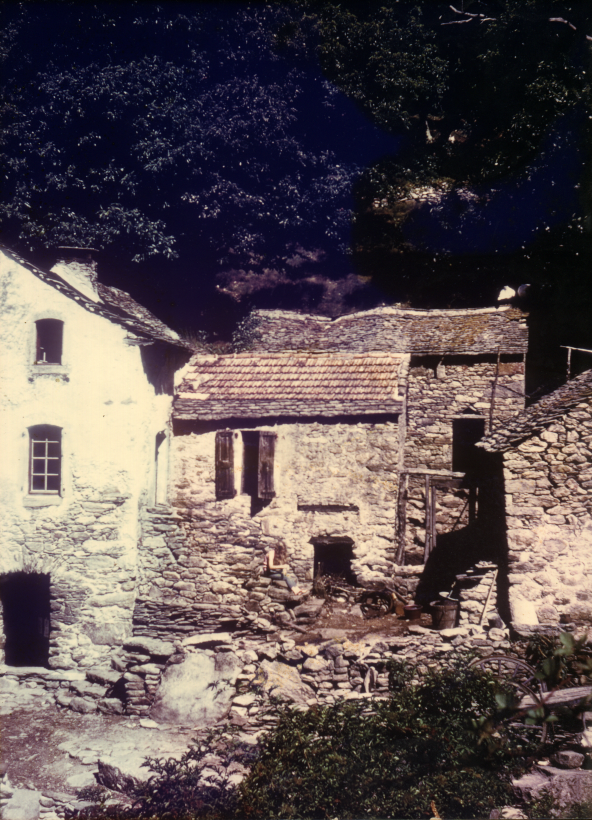
Detail von Bardou, 1973

Bardou liegt im französischen Département Hérault und gehört der Region Okzitanien an.
Der Weiler ist ein Ortsteil der französischen Gemeinde Mons.

## Geographische Lage
Bardou liegt an der Abbruchkante des Zentralmassivs, den Monts de l’Espinouse, im Regionalen Naturpark Haut-Languedoc.
Die nächstgelegenen Städte sind im Osten Bédarieux (28 km), im Süden Béziers (39 km) und im Westen Saint-Pons-de-Thomières (33 km).

## Geschichte

### Mittelalter
Es gibt keine historischen Aufzeichnungen über die Gründung der Ansiedlung. Die ältesten noch stehenden Häuser sind vermutlich Ende des 15. Jahrhunderts errichtet worden.

### 17. bis 19. Jahrhundert
Die ältesten bekannten Aufzeichnungen stammen aus einer Volkszählung von 1785. Zu dieser Zeit bewohnten 79 Personen in vierzehn Haushalten das Dorf. In dem darauffolgenden Jahrhundert hat sich die Anzahl der Bewohner nur geringfügig geändert; ihren Höchststand erreichte sie 1865, als 89 Menschen in Bardou lebten. 1901 wurde eine Schule eröffnet, in der ca. 15 Kinder unterrichtet wurden, die zum Teil auch aus dem Nachbardorf Héric oder umliegenden Höfen wie Le Sécadou stammten.

### 20. Jahrhundert
Der Erste Weltkrieg veränderte die Bevölkerungsstruktur nachhaltig. Die Männer waren an der Front, die Frauen konnten die Landwirtschaft nicht alleine aufrechterhalten. Nach 1918 fanden die Kriegsheimkehrer sehr schlechte Lebensverhältnisse vor, das Dorf war von Hunger und Seuchen geprägt. Vor allem junge Menschen verließen Bardou, um sich in Städten oder zumindest größeren Dörfern eine neue Lebensgrundlage zu suchen. Als im Jahr 1924 die unbefestigte Straße aus dem Tal von Les Pradals gebaut wurde, zogen die meisten Einwohner weg. 1925 gab es nur noch sechs Haushalte in Bardou. 1967 lebte in Bardou noch ein einziger Mann, Achille Bonnét.
1967 erwarben der Deutsche Klaus Erhardt und die Amerikanerin Jeane Rauch den fast vollkommen verfallenen Weiler zum überwiegenden Teil und belebten den Ort aufs Neue.

#### Klaus und Jean Erhardt
Das Paar Klaus Erhardt (* 17. September 1934 in Hannover; † 20. Juli 2009 in Bardou) und Jean Rauch (* 21. Dezember 1930; † 9. Februar 2016 in Bardou) hatte bereits mehrere Jahre auf Reisen verbracht, als es 1966 beschloss, mit seinen fünf Kindern in Südfrankreich sesshaft zu werden. Als Wohnort fand sich zuerst ein großes Haus in Le Lau, einem kleinen Weiler der Gemeinde Vieussan. Später erfuhr die Familie von einem fast verlassenen Dorf oberhalb von Mons-la-Trivalle – Bardou. Schnell entstand der Wunsch, von Le Lau an diesen Ort zu wechseln.
Bardou bestand damals aus etwa 20 baufälligen Häusern, die zum großen Teil völlig von Bäumen, Sträuchern und Efeu überwuchert waren. Achille Bonnet, der damals letzte Bewohner des Dorfes, besaß 40 % des Gebiets; die restlichen 60 % verteilten sich auf mehr als 100 Teileigentümer.
Die damaligen Besitzer waren schnell zu einem Verkauf bereit, da sie sich selbst ein Leben in Bardou nicht vorstellen konnten. Durch die große Anzahl an Besitzern zogen sich Verkaufsverhandlungen mehrere Monate hin. Zu Beginn des Jahres 1968 aber besaß Klaus Erhardt den Großteil der Gebäude in Bardou sowie 110 Hektar Land in der direkten und näheren Umgebung. Weitere 190 Hektar sind so genannte „Mazade“, das heißt gemeinschaftlicher Besitz aller das Land bewirtschaftenden Bewohner.
Die nächsten Jahre verbrachten die neuen Besitzer mit der Freilegung und Wiederherstellung der Gebäude und Wege in Bardou. Dabei halfen ihnen viele vorbeikommende Reisende, die an dem Aussteigerleben und der praktischen Arbeit in Bardou Gefallen fanden. Manche blieben wenige Wochen, einige mehrere Monate, und es gab auch Freunde der Familie, die regelmäßig für einen längeren Zeitraum nach Bardou kamen, um dort beim Aufbau zur Hand zu gehen. Einige Häuser sind auch nach denen benannt, die beim Aufbau geholfen haben.
Zu dieser Zeit gab es weder Wasserleitungen noch Kanalisation, keinen elektrischen Strom oder eine Telefonleitung. Die Zufahrtsstraße war nichts als ein Feldweg, der zunächst von Gestrüpp und Steinen geräumt werden musste. 1969 wurde mehr als die Hälfte des Weges asphaltiert, aber die letzten 1,4 Kilometer blieben bis Ende der 1980er Jahre in einem schlechten Zustand. Erst 1994 wurde Bardou an das französische Stromnetz angeschlossen. Einen Telefonanschluss hat Bardou seit Ende der 1970er Jahre. Allerdings gibt es bis heute keine Wasserleitung zum Dorf. Trinkwasser beziehen die Bewohner aus natürlichen Quellen in der näheren Umgebung. Das Abwasser wird über das Jahr gesammelt, fermentiert und winters über ein Rieselfeld weggepumpt. Ein kleiner Teil der Häuser kommt bis heute ohne Strom und Wasser aus. Es gibt mehrere Trockentoiletten am Dorfrand. In der Mitte des Dorfes gibt es seit den frühen 1990er Jahren das Badehaus mit zwei warmen Duschen und Wassertoiletten für die Gäste.

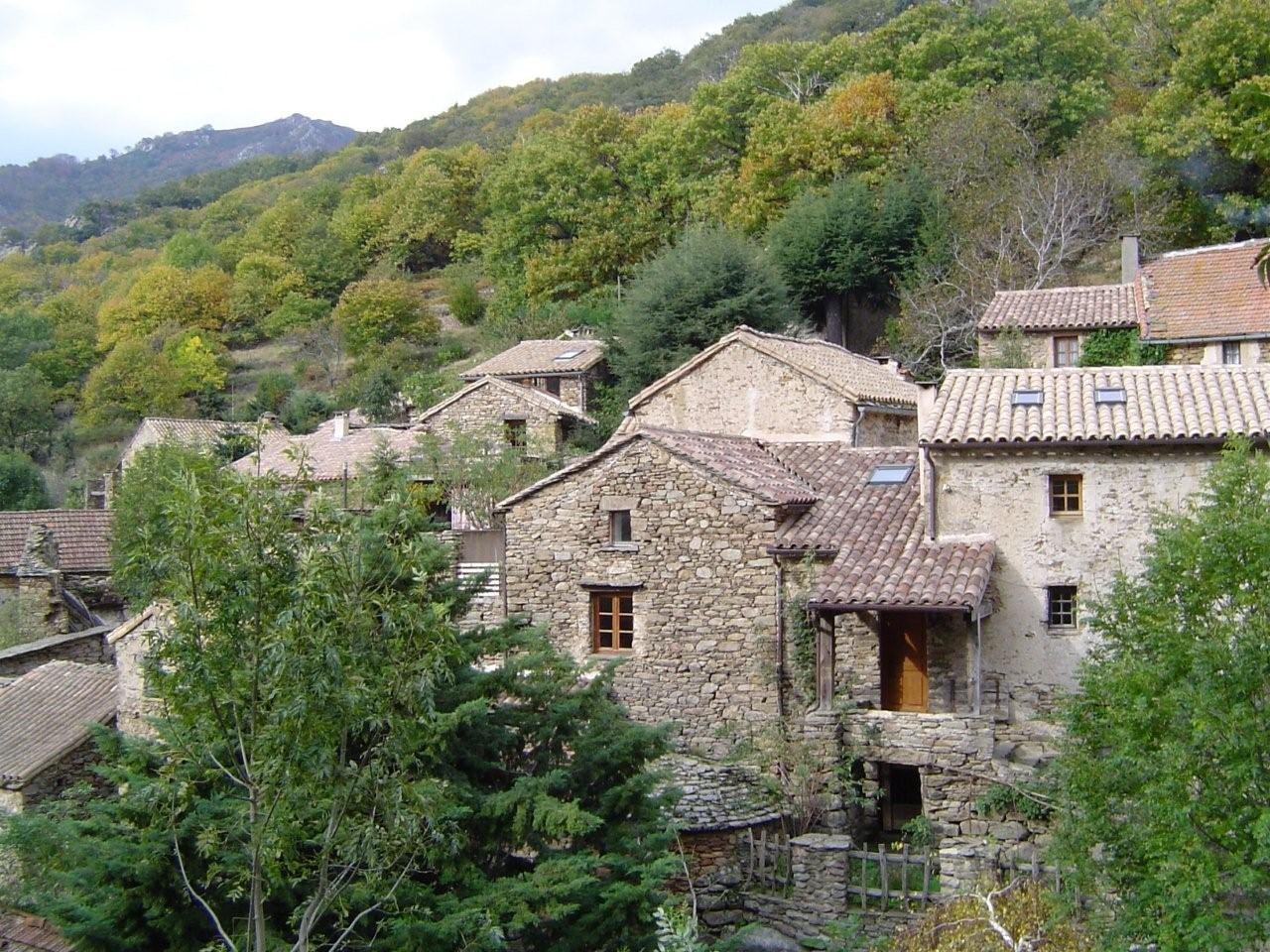
Bardou, 2008

Klaus Erhardt verstarb am 20. Juli 2009 in Bardou.
Das Jahr 2010 war ein Jahr der Veränderungen. Durch die Neueinrichtung der Quellfassung und der Einrichtung von drei neuen Trinkwasserzisternen wurde das jährlich auftretende Problem der im Sommer schwindenden Trinkwasserversorgung deutlich gemildert. Auch wurden viele Häuser mit modernen, gusseisernen Heizkaminen ausgestattet, was den Wohnkomfort – auch während der Übergangszeiten – deutlich aufwertete. Auch wurde das noch namenlose Gebäude neben dem Konzertsaal fertiggestellt. Jean nannte das Gebäude – zwischen dem 'Rittersaal' und 'Vidals' – später Doll’s House.
Jean Erhardt verstarb am 9. Februar 2016 nach kurzer Krankheit in Bardou.

### Bardou heute
Bardou ist zu einem beliebten Urlaubsort geworden. In den drei Monaten des Sommers besuchen viele Gäste den Ort und verbringen hier ihre Ferien. Bardou ist auch ein Ort der Musik geworden. Die Orchester Sinfonietta, Camerata und Orchestre de Chambre bestehen aus jungen Musikern, die sich hier in immer wieder unterschiedlicher Zusammensetzung aus aller Welt jährlich treffen und zusammen Stücke einüben. Die Aufführungen erfolgen zum Ende der Saison in den umliegenden Kirchen, Klöstern und Schlössern.
2016 • Jeans Tochter Elizabeth Erhardt-Nolan führt Bardou mit ihrem Mann Brian Nolan weiter.
In jenem Jahr wurden die Häuser Daïsse, Chateau, Pan & Birgit's, Vidal und die Umkleide der Musiker (Doll’s House) grundsaniert und mit neuer Elektrizität, Wasserversorgung und Abwasserentsorgung, teilweise mit Dusche und einem neuen Küchenbereich, ausgestattet. Weiter wurden diese Häuser winterfest gemacht, sodass sie auch in den Übergangszeiten und im Winter nutzbar sind.
2017 • Elizabeth Erhardt-Nolan erwarb die drei restlichen Häuser von ihrem Bruder Pan aus der Erbengemeinschaft.